# Église Saint-Médard de Croix-Moligneaux
L'église Saint-Médard est une église catholique située à Croix-Moligneaux, dans le département de la Somme, en France.

## Historique
L'église de Croix-Moligneaux a été construite au XIIe siècle dans le style de transition du roman au gothique. Les chanoines de Noyon étaient co-seigneurs de Croix ce qui peut expliquer l'importance du monument qui fut modifié aux XIIIe, XVIe et XVIIe siècles. Les combats de la Première Guerre mondiale dévastèrent l'édifice qui fut restauré en grande partie.
Le porche latéral sud de l'édifice est protégée au titre des monuments historiques : classement par arrêté du 5 août 1922.

## Caractéristiques
Le chœur a été construit au XIIIe siècle. Le porche de style Renaissance date du XVIe siècle. Il ouvre sur la deuxième travée du bas-côté sud. Il est composé d'un grand arc de plein-cintre dont l'archivolte est ornée de losanges. Le clocher fut reconstruit au XVIIe siècle, puis pendant l'entre-deux-guerres.
L'intérieur conserve un maître-autel décoré de boiseries sculptées du XVIIe siècle et des vitraux. L'un d'eux évoque les combats de la Première Guerre mondiale, trois autres furent réalisés en 1902.

## Photos

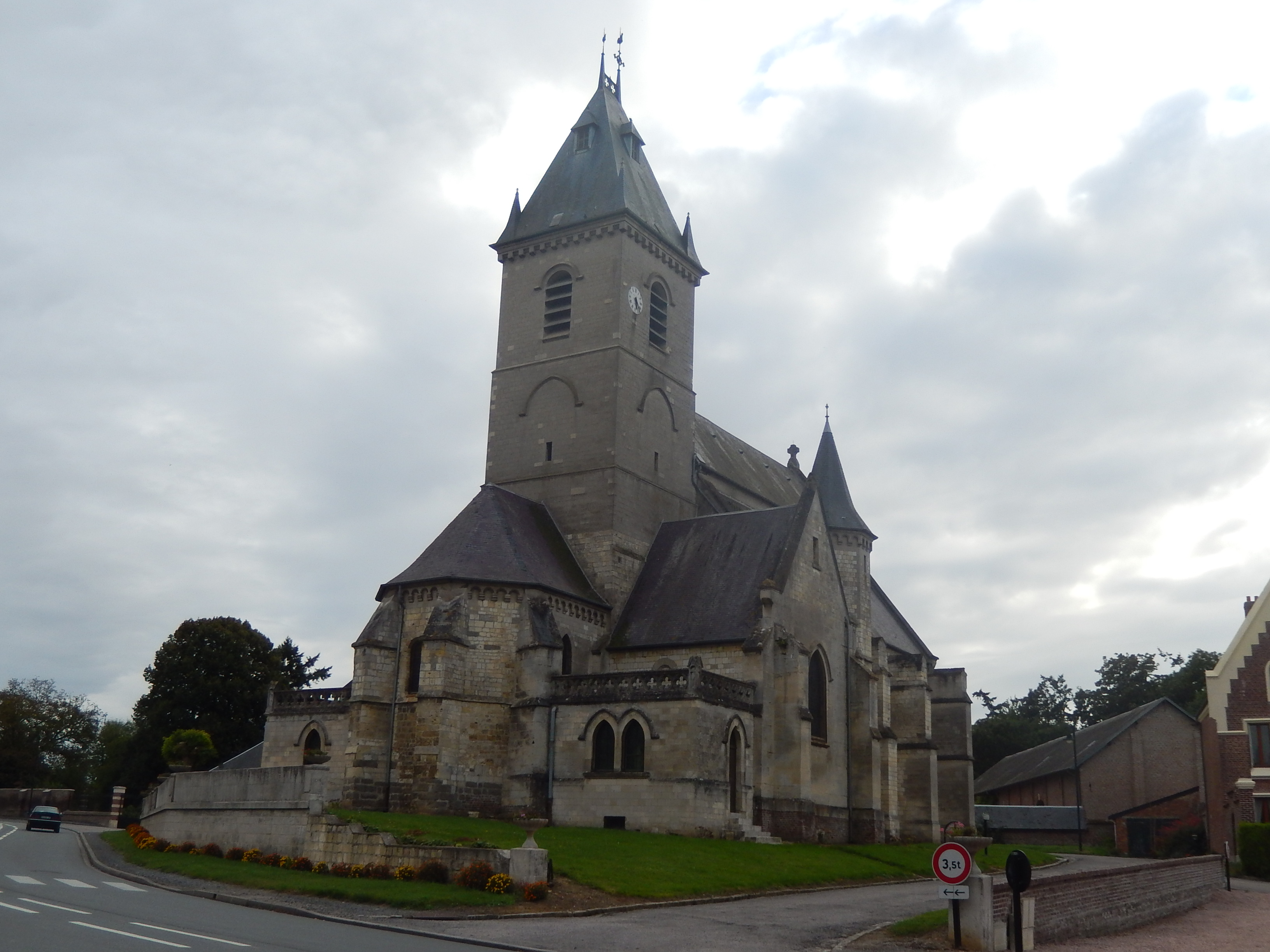
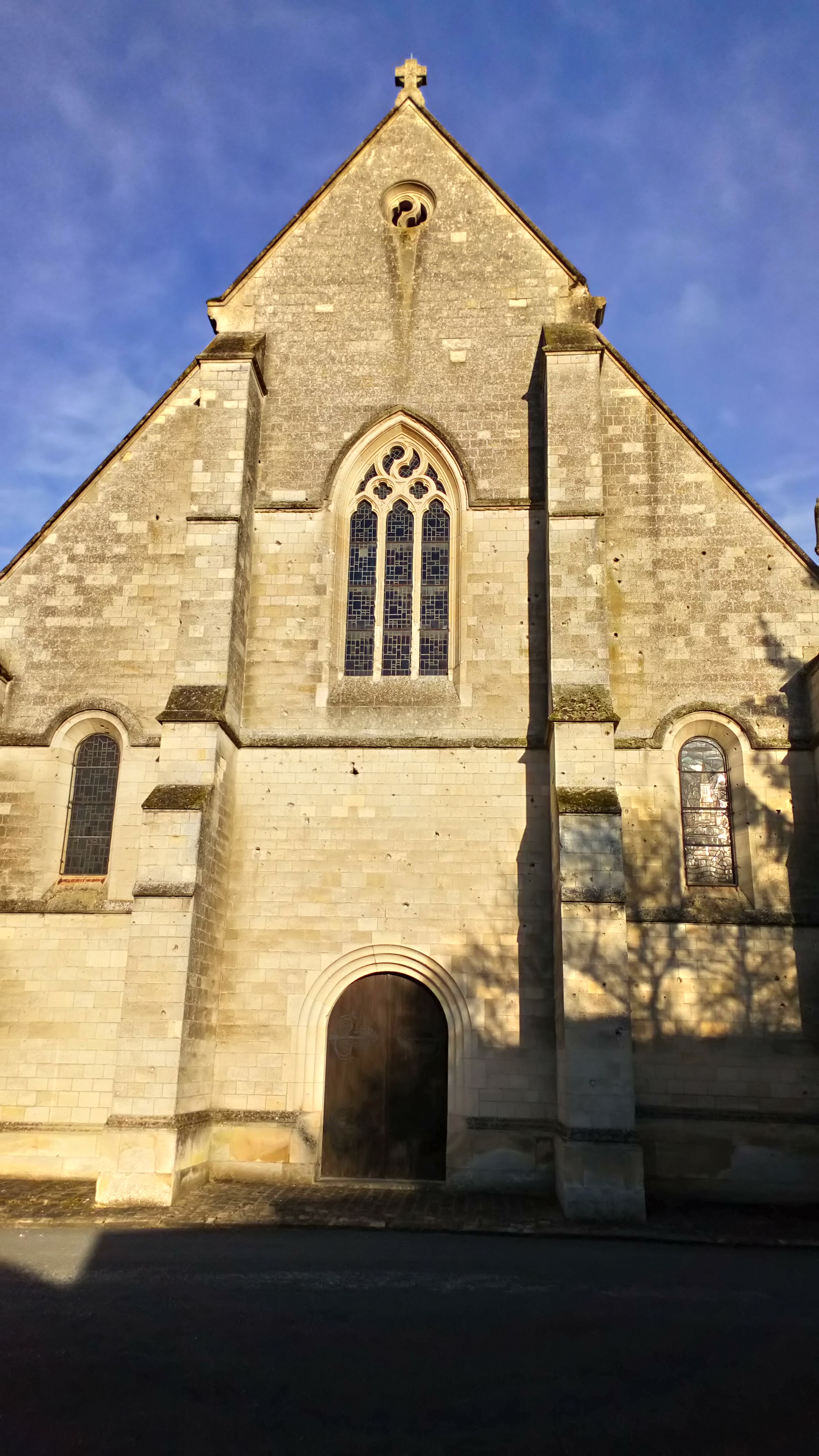
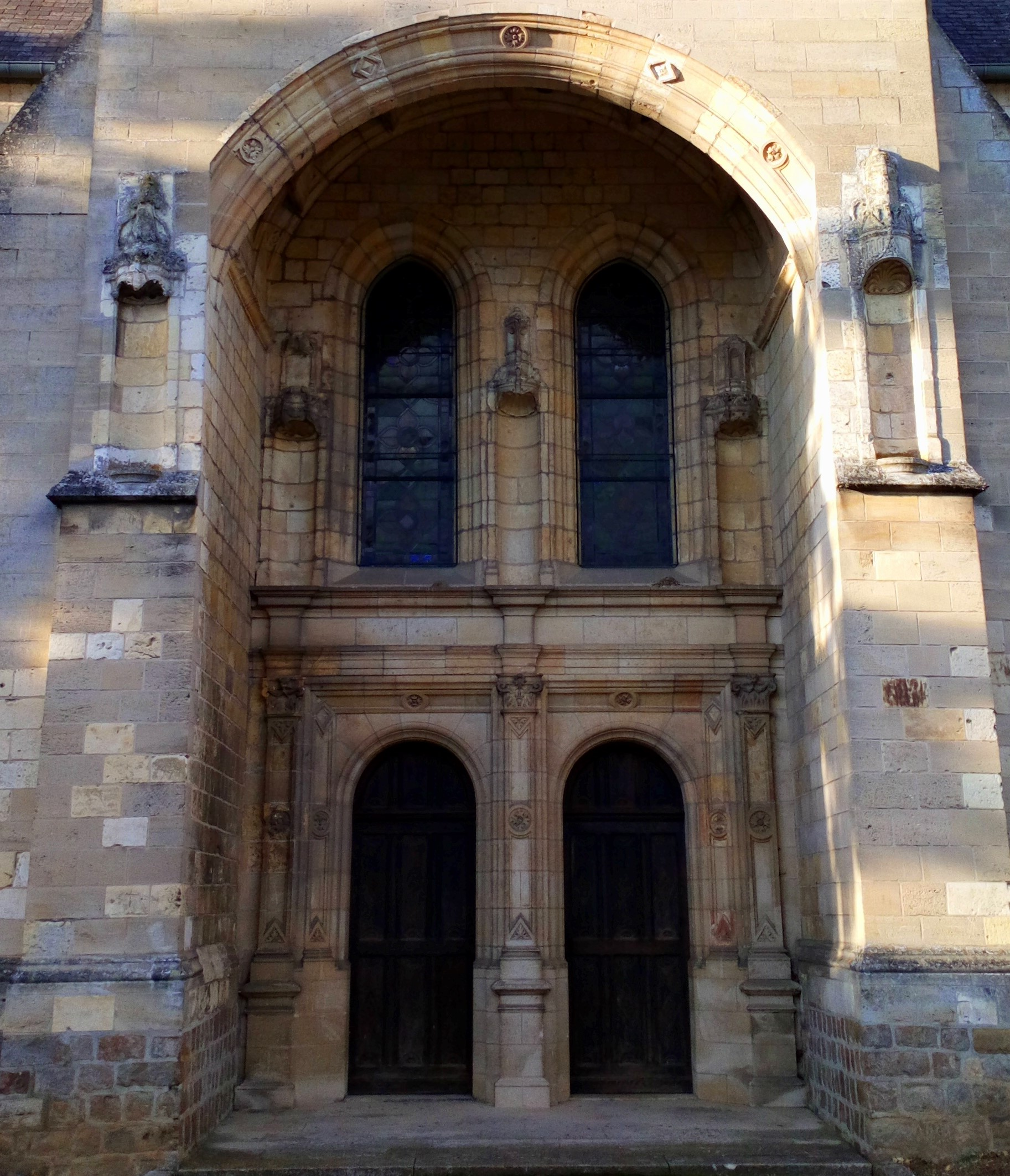
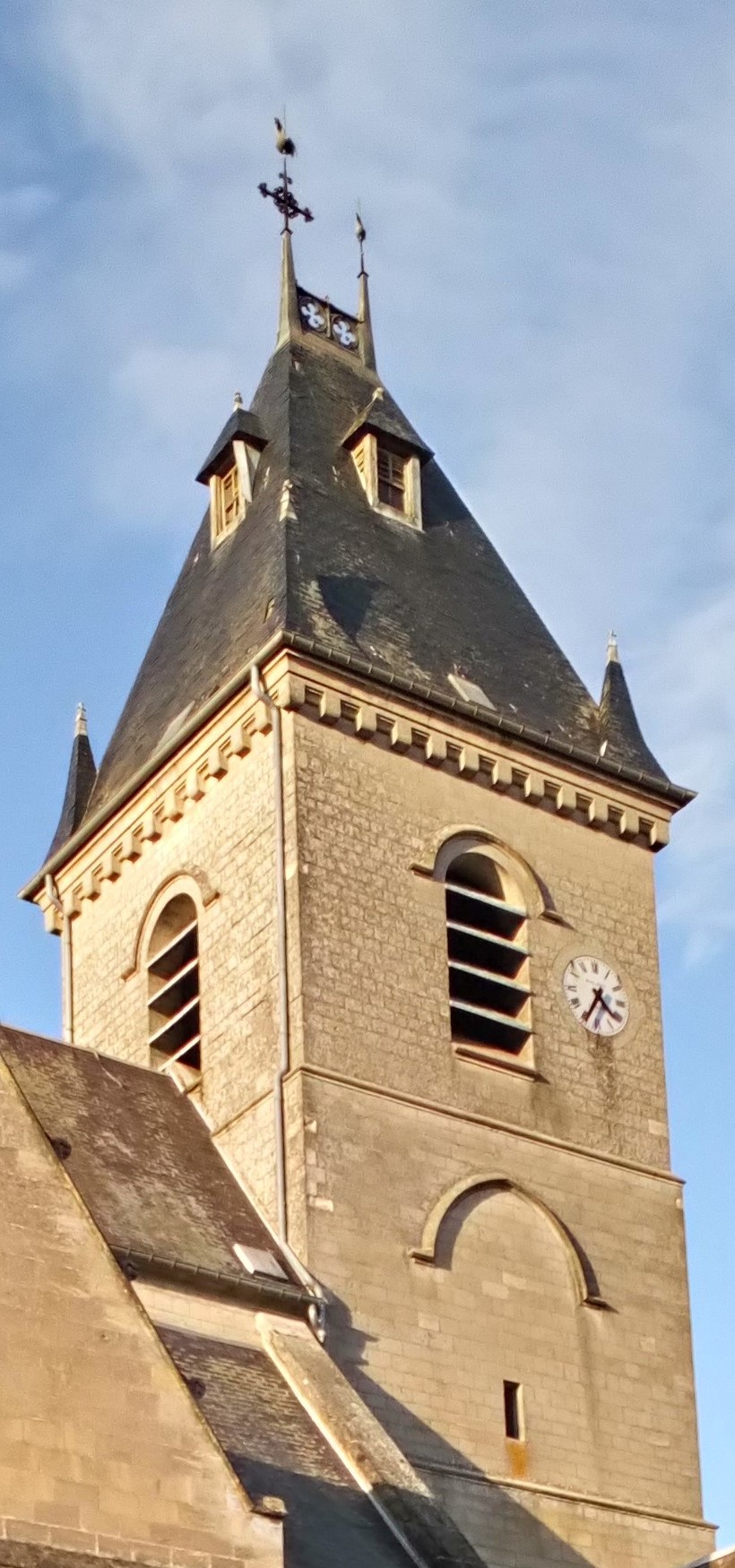